# Paolo Rondelli
Paolo Rondelli (San Marino, 17 giugno 1963) è un politico e diplomatico sammarinese.
Dal 1º aprile 2022 al 1º ottobre dello stesso anno ha ricoperto, insieme a Oscar Mina, la carica di Capitano reggente della Repubblica di San Marino.

## Biografia

### Studi
Rondelli ha studiato ingegneria chimica all'Università di Bologna e si è laureato nel 1990 con la tesi "Rischi connessi con il trasporto di sostanze chimiche" premiata da Federchimica. Nel 1994 e nel 1995 ha studiato scienze e tecnologie ambientali, anche presso l'università di Bologna. Nel maggio 2010 ha conseguito un Master in Giornalismo organizzato da San Marino RTV con le università di Urbino e Tor Vergata a Roma. Nello stesso anno si laurea con Lode presso la facoltà di Lettere e Filosofia dell'università di Bologna in Culture e Tecniche del Costume e della Moda. Successivamente consegue le Lauree Magistrali, entrambe con Lode, in Scienze Storiche (LM-84) e in Scienze del Libro e del Documento (LM-5) e il Master di II° Livello in Comunicazione Storica, sempre presso il medesimo ateneo. Nel 2021 consegue con Lode il Master di I° Livello in Valorizzazione dell'Arte Sacra e del Turismo Religioso presso la Facoltà Teologica dell'Emilia Romagna.

### Attività professionale
In qualità di ingegnere si è specializzato in tematiche ambientali e di sviluppo sostenibile, lavorando come ingegnere junior per il Gruppo SOL SpA in Italia da marzo 1989 a marzo 1990 e poi come ingegnere junior per il gruppo ENI da maggio 1991 a luglio 1993. Nel 1993 è entrato nell'amministrazione sammarinese, inizialmente come esperto di tecnologia e ambiente presso l'Istituto Sicurezza Sociale, dove ha lavorato dal luglio 1993 al novembre 1998. Successivamente è stato trasferito al Dipartimento Territorio, Ambiente e Agricoltura, dove poi nel luglio 2001 assume la funzione di Coordinatore del Dipartimento (adesso Direttore di Dipartimento) restandovi fino all'ottobre 2003.
Da ottobre 1998 è stato nominato presidente del consiglio d’amministrazione dell'Azienda Autonoma di Stato di Produzione, ricoprendo questa carica fino a novembre 2003. Divenne poi responsabile del Servizio Prevenzione e Protezione per tutta la Pubblica Amministrazione e gli Enti Autonomi a essa collegati. Ha mantenuto questo incarico fino a gennaio 2012, tranne il periodo che va da aprile 2005 ad agosto 2006, durante il quale è stato chiamato a ricoprire il ruolo di capo del Dipartimento Affari Esteri e Politici, Programmazione Economica e Giustizia della Repubblica di San Marino con anche funzioni di capo di Gabinetto del Ministro. Nel triennio 2012-2014 ha collaborato con la Direzione Generale dell'Azienda Autonoma di Stato per i Servizi Pubblici, la multiutility della Repubblica di San Marino.
Nel gennaio 2015 ha assunto, a seguito di concorso pubblico, la carica di direttore degli appena costituiti Istituti Culturali, Unità Operativa dell'amministrazione sammarinese all'interno della quale vengono collocati, sotto la sua direzione, Archivio di Stato, Biblioteca di Stato, Musei e Monumenti di Stato, Arti Performative, San Marino Teatro. Dopo una pausa, trascorsa come responsabile della comunicazione interna ed esterna della Direzione Generale della Funzione Pubblica, è tornato alla direzione generale degli istituti Culturali dal febbraio 2022.

### Attività diplomatica

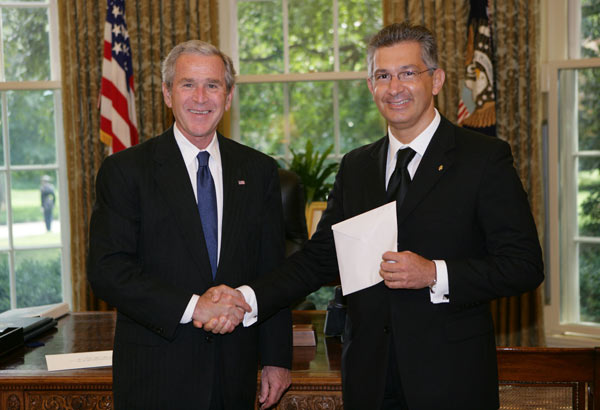
Rondelli presenta a George W. Bush le credenziali di ambasciatore sammarinese negli USA.

Dall'aprile 2005 è membro della delegazione sammarinese al Congresso dei poteri locali e regionali del Consiglio d'Europa. In tale veste è stato membro delle missioni di osservazione elettorale in Azerbaigian, Moldova, Albania, Kosovo, Serbia, Armenia, Israele e Macedonia . Nel 2005 è entrato a far parte del Comitato Direttivo per la Democrazia Locale e Regionale e del Comitato di Esperti in Partecipazione Democratica ed Etica Pubblica a Livello Locale e Regionale del Consiglio d'Europa.
Da ottobre 2006 a maggio 2007 Rondelli è stato rappresentante speciale del Presidente del Comitato dei Ministri per la Serbia e Montenegro nel Consiglio d'Europa e da aprile 2005 a maggio 2010 relatore per il Comitato per lo Sviluppo Sostenibile.
Il Rettore Presidente dell'Accademia Bonifaciana nel 2014 lo nomina Senatore Accademico e membro del Comitato Scientifico, della stessa istituzione.
Rondelli, all’epoca Ambasciatore della Repubblica di San Marino presso gli Stati Uniti d’America, ha ricevuto il Premio Internazionale Bonifacio VIII "...per una cultura della Pace...".
Dal 25 luglio 2007 all'ottobre 2016 è stato ambasciatore sammarinese negli Stati Uniti., incarico concluso per assumere quello di Ambasciatore - Rappresentante Permanente della Repubblica di San Marino all'UNESCO. A fine aprile 2019 conclude il proprio mandato.
Dal 2019 è deputato al Parlamento sammarinese per il Movimento Civico R.E.T.E.. In virtù di tale mandato è membro della delegazione sammarinese presso l'Assemblea Parlamentare di OSCE e della delegazione sammarinese presso l'Unione Interparlamentare.

### Capitano reggente
Il 1º aprile 2022 viene eletto Capitano reggente, insieme a Oscar Mina, diventando il primo capo di Stato al mondo dichiaratamente LGBT+.

## Pubblicazioni
- Mettimi come sigillo sul tuo cuore: Il *convento di san Francesco a San Marino: un modello di valorizzazione, San Marino, Quaderni SUMS - Società Unione Mutuo Soccorso, 2021
- L'Unione Donne Sammarinesi e la conquista della cittadinanza, volume edito da Fondazione XXV Marzo - San Marino - Marzo 2013.
- Antonio Orafo da Sammarino: artista del Rinascimento, con Fiorelli A., Progetto scientifico Istituti Culturali della Repubblica di San Marino curato da Anna Fiorelli e Paolo Rondelli,  San Marino, 2016.